# ملوك مملكة بيت المقدس
ملوك مملكة بيت المقدس، هي سلالة حكمت مملكة بيت المقدس التي أوجدت في أعقاب الحملة الصليبية الأولى عام 1099، وتنتهي بزوال هذه المملكة عام 1291، مع الإشارة إلى أن ذرية هذه السلالة التي حكمت القدس هي حاليًا العائلة الحاكمة في إسبانيا.

## ملوك مملكة بيت المقدس (1099 - 1291)
تأسست المملكة في القدس في أعقاب الحملة الصليبية الأولى، حين انتخب قادة الحملة جودفري القادم من مقاطعة بولونيا الفرنسية ملكاً على القدس ولقب نفسه «حامي القبر المقدس»، وجرت مراسم التتويج في كنيسة المهد في بيت لحم. لم يستعمل جودفري لقب «ملك» تواضعًا منه، غير أنه في العام التالي وإثر وفاته واختيار شقيقه بلدوين الأول، استخدم هذا الأخير لقب الملك وتوّج في كنيسة القيامة.
كانت وراثة العرش إحدى المشاكل الدائمة في المملكة، ورغم كون جميع ملوكها أقرباء، إلا أن الوراثة ظلّت جزئية، إذ إن نسب الوراثة كان يعدّل باستمرار حسب مآل العرش، كذلك فقد حكم المملكة عدة مرّات ملوك قاصرون شكّل مجلس وصاية على حكمهم حتى بلوغهم سن الرشد. مملكة بيت المقدس لم تكن مركزية السلطة، بل كانت كأوروبا خلال تلك الفترة مقسمة لإقطاعيات عديدة، يحقّ للإقطاعي التصرّف بما يملكه كيف شاء، ولكن باسم الملك الذي يمارس صلاحيته مباشرة على القدس وبعض المدن الهامة مثل عسقلان ويافا، كذلك فقد كان الملك قائدًا للجيوش مع احتفاظه بصلاحية تفويض من يراه مناسبًا قيادتها، وقد عانى بعض ملوك القدس من كون سلطات البارونات أقوى من سلطاتهم، وربما يعود ذلك جزئيًا لأن عددًا من الملوك والحكام كانوا صغار السن.
بعد سقوط القدس عام 1187 انتقلت عاصمة المملكة إلى عكا وبقيت فيها حتى عام 1291 رغم أن أغلب عمليات التتويج كانت تتم في صور لا في العاصمة. إحدى مشاكل وراثة العرش التي وقعت بعد انتقال العاصمة إلى عكا كانت بادعاء بعض الأمراء المقيمين في أوروبا أحقية وراثة العرش رغم عدم وجودهم في الشرق أصلاً، مثل كونراد الثالث الذي كان يقيم في ألمانيا وطالب عام 1264 بوراثة العرش لكونه الوريث الشرعي للملكة أليس ابنة الملكة إيزابيلا الثانية من زوجها، وبعد أن أعدم كونراد على يد ملك صقلية عام 1268، انتقلت الوراثة إلى عائلة لوزنيان الذين حكموا إلى جانب مملكة بيت المقدس جزيرة قبرص في الوقت ذاته، أنهى المماليك وجود مملكة بيت المقدس باحتلالهم عكا وعثليث عام 1291 وظلّت قبرص في يد أسرة أل لوزنيان، حتى فتحها العثمانيون في القرن السادس عشر.

### القائمة
| الترتيب | الصورة | الاسم            | حكمه        | مدة حكمه | مكان الميلاد                              | مكان الوفاة العمر عند الوفاة                               | ملاحظات |
| 1       | تعليق  | جودفري الأول     | 1099- 1100  | عامان    | بولونيا، فرنسا                            | القدس، مملكة بيت المقدس حوالي 40 عامًا.                     | |
| 2       | تعليق  | بلدوين الأول     | 1100 - 1118 | 18 عامًا  | بولونيا، فرنسا                            | العريش، مصر حوالي 60 عامًا                                  | |
| 3       | تعليق  | بلدوين الثاني    | 1118 - 1131 | 13 عامًا  | فرنسا                                     | القدس، مملكة بيت المقدس غير معروف                          | |
| 4       | تعليق  | ميليسندا         | 1131 - 1153 | 22 عامًا  | القدس، مملكة بيت المقدس.                  | القدس، مملكة بيت المقدس. 56 عامًا                           | بموجب قانون وراثة العرش في مملكة بيت المقدس، ينتقل الحكم إلى أكبر الإناث في حال عدم وجود ذكور، شرط أن تكون متزوجة وتحكم مناصفة مع زوجها. حكمت ميليسندا مناصفة مع زوجها فولك حتى وفاته عام 1143، ثم استمرت كملكة وصية على عرش ابنها بلدوين الثالث حتى عام 1153. |
| 5       | تعليق  | فولك             | 1131 -1143  | 12 عامًا  | آنغرس، فرنسا                              | عكا، مملكة بيت المقدس 52 عامًا                              | حكم مناصفة مع زوجته حتى وفاته. |
| 6       | تعليق  | بالدوين الثالث   | 1143 - 1162 | 19 عامًا  | القدس، مملكة بيت المقدس                   | بيروت، مملكة بيت المقدس 32 عامًا                            | ورث الحكم قاصرًا، فحاز اللقب تحت وصاية والدته حتى 1153، حين حكم منفردًا. |
| 7       | تعليق  | آمالريك الأول    | 1162 - 1174 | 12 عامًا  | القدس، مملكة بيت المقدس                   | القدس، مملكة بيت المقدس 38 عامًا                            | |
| 8       | تعليق  | بلدوين الرابع    | 1174 - 1185 | 11 عامًا  | القدس، مملكة بيت المقدس                   | القدس، مملكة بيت المقدس 24 عامًا                            | كان مصابًا بالبرص وعرف بكتب التاريخ باسم "الملك المجذوم". |
| 9       | تعليق  | بلدوين الخامس    | 1185 - 1186 | عامان    | القدس، مملكة بيت المقدس                   | عكا، مملكة بيت المقدس 9 سنوات                              | ملك طفلاً ومصابًا بأمراض أدت إلى وفاته الباكرة. |
| 10      | تعليق  | سيبيلا           | 1186 - 1190 | 4 أعوام  | القدس، مملكة بيت المقدس                   | عكا، مملكة بيت المقدس 40 عامًا                              | حكمت مع زوجها غي دي لوزينيان |
| 11      | تعليق  | غي دي لوزينيان   | 1186 - 1190 | 4 أعوام  | فرنسا                                     | نيقوسيا، قبرص 45 عامًا                                      | شهد عهده معركة حطين وفقدان القدس عام 1187. كذلك قامت في عهده الحملة الصليبية الثالثة، بعد وفاة زوجته فقد شرعيته في الحكم، ومنح حكم قبرص كترضية، لكنه رفض وظل يطالب بعرش المملكة حتى وفاته عام 1194.                                                            |
| 12      | تعليق  | إيزابيلا الأولى  | 1190 - 1205 | 15 عامًا  | نابلس، مملكة بيت المقدس                   | عكا، مملكة بيت المقدس 33 عامًا                              | حكمت مع زوجها كونراد الأول حتى 1192، وإثر وفاته حكمت مع زوجها الثاني هنري حتى 1197 وإثر وفاته مع زوجها الثالث آلمريك الثالث حتى 1205. |
| 13      | تعليق  | كونراد الأول     | 1190 - 1192 | عامان    | مونفيراتو، الإمبراطورية الرومانية المقدسة | عكا، مملكة بيت المقدس حوالي 40 عامًا                        | |
| 14      | تعليق  | هنري الأول       | 1192 - 1197 | 5 سنوات  | شامبين، فرنسا                             | عكا، مملكة بيت المقدس 31 عامًا                              | |
| 15      | تعليق  | آمالريك الثاني   | 1198 - 1205 | 7 سنوات  | عكا، مملكة بيت المقدس                     | عكا، مملكة بيت المقدس 60 عامًا                              | |
| 16      | تعليق  | ماريا الأولى     | 1205 - 1212 | 7 سنوات  | عكا، مملكة بيت المقدس                     | عكا، مملكة بيت المقدس 20 عامًا                              | حكمت مناصفة مع زوجها جون الأول. |
| 17      | تعليق  | جون الأول        | 1210 - 1212 | عامان    | غير معروف                                 | القسطنطينية، الإمبراطورية اللاتينية في القسطنطينية 67 عامًا | حكم مناصفة مع زوجته ماريا |
| 18      | تعليق  | إيزابيلا الثانية | 1212 - 1228 | 16 عامًا  | عكا، مملكة بيت المقدس                     | أندريا، الإمبراطورية الرومانية المقدسة 16 عامًا             | |
| 19      | تعليق  | كونراد الثاني    | 1228 - 1254 | 26 عامًا  | أندريا، الإمبراطورية الرومانية المقدسة    | لافيلو، الإمبراطورية الرومانية المقدسة 26 عامًا             | |
| 20      | تعليق  | كونراد الثالث    | 1254 - 1268 | 14 عامًا  | بافاريا، الإمبراطورية الرومانية المقدسة   | نابولي، إيطاليا 16 عامًا                                    | |
| 21      | تعليق  | هيو              | 1268 - 1284 | 16 عامًا  | غير معروف                                 | نيقوسيا، قبرص 49 عامًا                                      | |
| 22      | تعليق  | جون الثاني       | 1284- 1285  | عامان    | غير معروف                                 | نيقوسيا، قبرص 26 عامًا                                      | |
| 23      | تعليق  | هنري الثاني      | 1285 - 1291 | 6 سنوات  | غير معروف                                 | سترافولوس، قبرص 53 عامًا                                    | شهد عهده سقوط المملكة وزوالها عام 1291، وظل محتفظًا باللقب وبحكم قبرص حتى وفاته عام 1325. |

### قائمة الأوصياء على العرش
تشمل القائمة الملوك أو الأمراء الذين مارسوا صلاحيات الملك لكون الملك قاصرًا، أو لأسباب أخرى أوجبت قيام وصي بأمور التاج.
| الوصي                                                   | الوصاية على      | قرابته للملك              | بداية الوصاية                                                                               | نهاية الوصاية             |
| ------------------------------------------------------- | ---------------- | ------------------------- | ------------------------------------------------------------------------------------------- | ------------------------- |
| إيوستاك، كونت المملكة.                                  | بلدوين الثاني    | -                         | 1123 بسبب وقوع الملك في الأسر على يد الأراتقة                                               | 1123 بوفاته               |
| ويليام الأول البروسي، أمير الجليل.                      | بلدوين الثاني    | -                         | 1123                                                                                        | 1124 عودة الملك من الأسر  |
| الملكة ميليسندا                                         | بلدوين الثالث    | والدته                    | 1154 لكونه تحت السن القانونية، واحتفظت باللقب بعد بلوغه.                                    | 1161 بوفاتها              |
| ريموند الثالث، أمير طرابلس                              | بلدوين الرابع    | ابن عمّه                   | 1174 لكون الملك قاصرًا.                                                                      | 1176 ببلوغ الملك سن الرشد |
| غي دي لوزينيان، أمير عسقلان                             | بلدوين الرابع    | صهره (زوج شقيقته)         | 1182 مرض الملك الشديد، علمًا أنه كان مصابًا بالبرص.                                           | 1184 تعافي الملك          |
| ريموند الثالث، أمير طرابلس                              | بلدوين الخامس    | أقرب أولاد عمه الذكور     | 1185 لكون الملك قاصرًا.                                                                      | 1186 بوفاة الملك          |
| جون الإيبليني، أمير بيروت                               | ماريا            | عمها                      | 1205 لكون الملكة قاصرة                                                                      | 1210 بلوغ الملكة سن الرشد |
| الملك جون الأول                                         | إيزابيلا الثانية | والدها                    | 1212 لكون الملكة قاصرة                                                                      | 1225 بزواج الملكة         |
| فريدريك الثاني، إمبراطور الإمبراطورية الرومانية المقدسة | كونراد الثاني    | والده                     | 1228 لكون الملك قاصرًا                                                                       | 1243 بلوغ الملك سن الرشد  |
| أليس، ملكة قبرص                                         | كونراد الثاني    | عمته                      | 1243 غياب الملك وإقامته في أوروبا                                                           | 1246 وفاتها               |
| هنري الأول، ملك قبرص                                    | كونراد الثاني    | ابن عمه                   | 1246 غياب الملك، وإقامته في أوروبا                                                          | 1253 بوفاته               |
| بلاينس، صاحبة أنطاكية والوصية على قبرص                  | كونراد الثاني    | ابنة عمه                  | 1253 غياب الملك (بالنسبة لكونراد الثاني) ولكونه تحت السن القانونية (بالنسبة لكونراد الثالث) | 1261 بوفاتها              |
| بلاينس، صاحبة أنطاكية والوصية على قبرص                  | كونراد الثالث    | ابن عمه                   | 1253 غياب الملك (بالنسبة لكونراد الثاني) ولكونه تحت السن القانونية (بالنسبة لكونراد الثالث) | 1261 بوفاتها              |
| إيزابيلا، أميرة أنطاكية                                 | كونراد الثالث    | ابنة عمه                  | 1261 لكون الملك قاصرًا                                                                       | 1264 بوفاتها              |
| هيو الثالث، أمير أنطاكية                                | كونراد الثالث    | ابن عمه من الدرجة الثانية | 1264 لكون الملك قاصرًا                                                                       | 1268 وفاة الملك           |

## ملوك القدس فخريًا بعد زوال المملكة
جذور المطالبة بعرش القدس وحمله بشكل فخري، يعود لأواخر القرن الثالث عشر قبل سقوط المملكة، فقد ادعى هيو برين الوصاية على عرش القدس عام 1264 كوريث لأليس ابنة الملكة إيزابيلا الثانية، وكذلك فعل هيو الأول ملك قبرص، غير أن مجلس البارونات والمحكمة المولجة النظر في قضايا الوصاية منحت الحق ابن عمه هيو صاحب أنطاكية. وكان ملك القدس هيو الأول قبل أن يغدو ملكًا للقدس قد طالب بالوصاية على التاج أيضًا.
بعد زوال المملكة بسقوط عكا عام 1291، واصل آخر ملوكها هنري الثاني استعمال لقب ملك القدس، وبعد وفاته ادعى خلفاءه - وهم جمعوا لقب ملك قبرص أيضًا - حوزتهم على لقب "ملك القدس"، ثم انتقل اللقب إلى ملوك نابولي وذلك منذ عهد الملك شارل آنجو الذي كان قد اشترى اللقب رسميًا، وتم التعامل مع لقب "ملك القدس" باعتباره أحد ألقاب "ملك نابولي بدءًا من ذلك التاريخ. وعمومًا فإنه تاج القدس الفخري كتاج نابولي الفعلي تبدل شاغلوه مرارًا خلال التاريخ وذلك بفعل الحروب والغزو أكثر منه بسبب الميراث المباشر.

### قائمة الحاصلين على لقب ملك القدس فخريًا
عائلة لوزينيان (ملوك قبرص)
- هنري الثاني، (1285) 1291–1324
- هيو الرابع، 1324–1359
- بيتر الأول، 1359–1369
- بيتر الثاني، 1369–1382
- جيمس الأول، 1382–1398
- يانوس، 1398–1432
- جون الثاني، 1432–1458
- شارلوت، 1458–1485

| عائلة سافوي - كارلو الأول، دوق سافوي 1482–1490 - كارلو الثاني، دوق سافوي 1490–1496. | عائلة لوزينيان - جيمس الثاني، 1460–1473 - جيمس الثالث، 1473–1474 - كاثرين، 1474–1489 (زوجة ثم أرملة جيمس الثاني) - كاثرين تنازلت عن عرشها وجميع حقوق ملكيتها إلى جمهورية البندقية عام 1489. |

| فرع فيليب الثاني، دوق سافوي - فيليب الثاني 1496–1497 - فيلبيرت الثاني 1497–1504 - كارلو الثالث 1504–1553 - إيمانويل فيلبيرت 1553–1580 - كارلو إيمانويل الأول 1580–1630 - فيتوريو أميديو الأول 1630–1637 (أضاف لقب ملك قبرص فقط) - كارلو إمانويلي الثاني 1637–1675 - فيتوريو أميديو الثاني 1675–1730 (إلى جانب كونه ملك صقلية) - كارلو إمانويلي الثالث 1730–1773 - فيتوريو أميديو الثالث 1773–1796 - كارلو إمانويلي الرابع 1796–1819 - فيتوريو إمانويلي الأول 1819–1821 - كارلو فيليتشي 1821–1831 - كارلو ألبيرتو 1831–1849 - فيتوريو إمانويلي الثاني 1849–1878 - أومبيرتو الأول 1878–1900 - فيتتوريو إمانويلي الثالث 1900–1946 - أومبيرتو الثاني 1946–1983 | فرع آماديوس التاسع، دوق سافوي - يولاند لويز 1496–1499. - تشارلوت (توفيت 1506) - آن دي لافال (توفيت 1554) - لويس الثالث (توفي 1577) |